# Eshkeneh
L'eshkeneh (in persiano اشکنه‎) è una zuppa della cucina iraniana tipica delle regioni settentrionali del paese. Di probabili influenze cinesi, le sue versioni più comuni sono generalmente a base di fieno greco, coriandolo e cipolle, sebbene vi siano anche varianti più sofisticate che fanno uso di cotogni, ciliegie e succo di melograno. Prima di essere servita a tavola, alla zuppa viene aggiunto un uovo, che può essere sia intero che strapazzato.

## Varianti
A seconda degli ingredienti si possono distinguere diversi tipi di eshkeneh:
- eshkeneh-e sadeh, una zuppa semplice a base di fieno greco. Può essere servita come antipasto oppure come pasto veloce assieme a del pane basso[2]
- eshkeneh-e anaar, una zuppa agrodolce a base di fieno greco e melograno piccante.[3]
- eshkeneh-e gherdoo va mast, a base di fieno greco, menta, noci, yogurt e succo di limone[4]